# Pedro Domingo Murillo (provins)

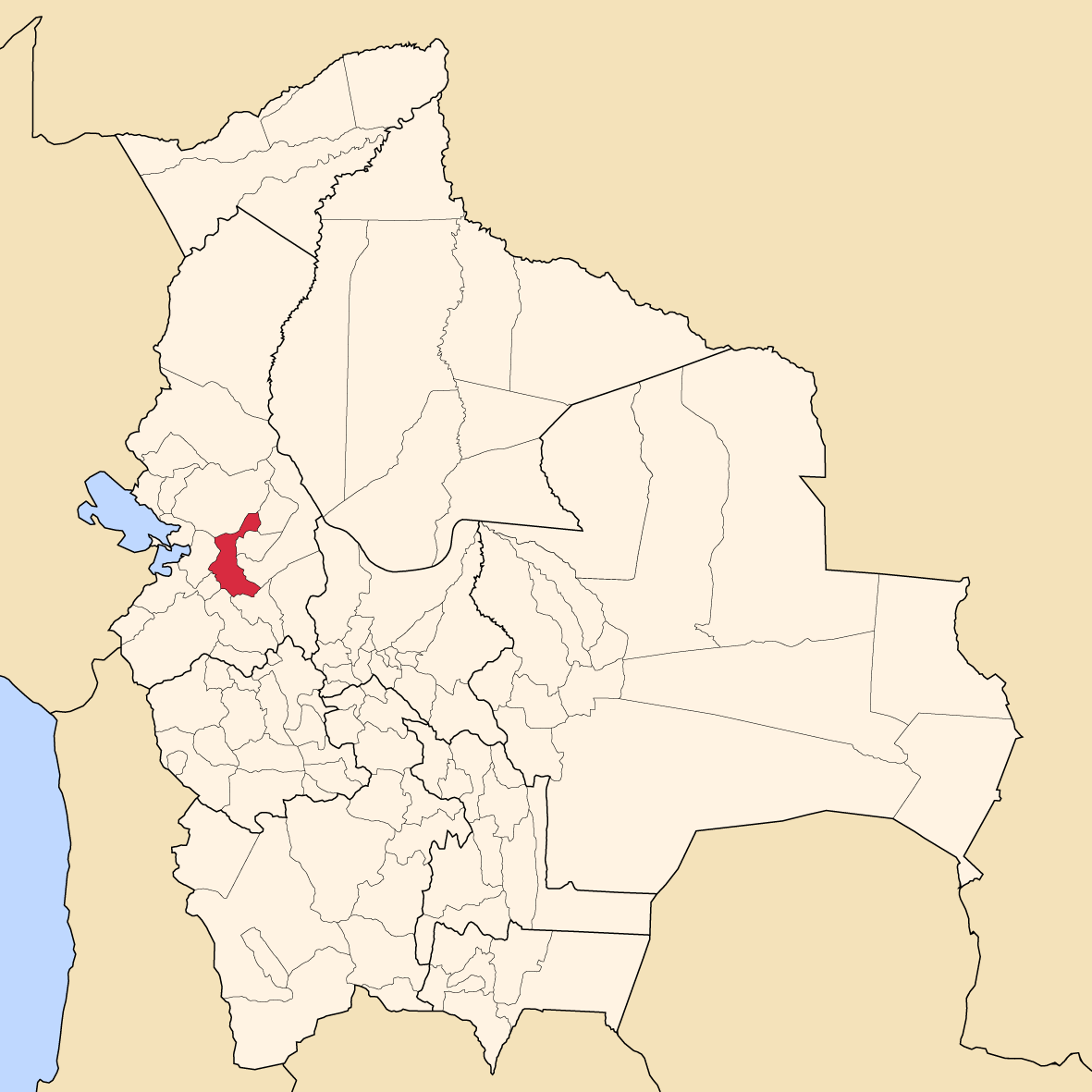
Provinsens läge i Bolivia

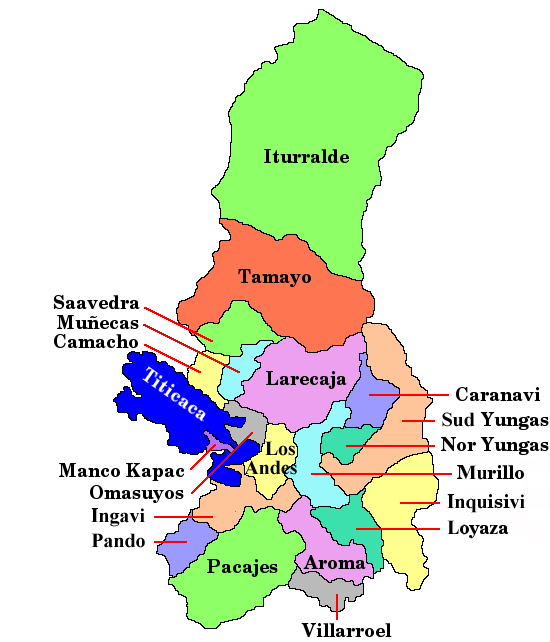
Provinser i La Paz

Pedro Domingo Murillo är en provins i departementet La Paz i Bolivia. Den administrativa huvudorten är Palca.